# Canon EOS 10D
Canon EOS 10D — цифровий дзеркальний фотоапарат просунутого любительського, або напівпрофесійного рівня серії EOS компанії Canon. Вперше анонсований 27 лютого 2003 року. Вийшов на заміну Canon EOS D60. Наступна модель цього рівня — Canon EOS 20D.

## Особливості порівняно з попередньою моделлюCanon EOS D60
10D має таку ж роздільчу здатність 6,3 мегапікселя як і D60, збереглася також сумісність з батарейною ручкою BG-ED3, яка з’явилася вперше до камери Canon EOS D30.
Однак, снують також і відмінності від попередника:
- 7-точковий більш чутливий автофокус, у попередника був лише 3-точковий;
- Корпус з магнієвого сплаву
- Нове розміщення кнопок на верхній та задній поверхнях камери
- FAT32 підтримує карти пам'яті CompactFlash з ємністю, більшою за 2ГБ;
- Новий процесор DIGIC;
- Збільшений діапазон світлочутливості ISO 100 - 1600 (розширений до 3200);
- Датчик орієнтації, що визначає положення знімка та його правильного повороту при відображенні;
- Збільшення зображення до 10-крат при відображенні;
- 8 нових мов у меню;
- Підсвітка автофокуса за допомогою вбудованого спалаху замість окремої лампи.